# Aleksandr Kovaljov
Aleksandr Anatoljevitsj Kovaljov (Russisch: Александр Анатольевич Ковалёв) (Orenburg, 13 oktober 1968) is een basketbalcoach die uitkwam voor verschillende teams in Rusland. Hij kreeg de onderscheiding Geëerde Coach van Rusland.

## Carrière
Kovaljov studeerde af aan de Staats Pedagogische Universiteit van Orenburg met een diploma voor basketbalcoach. Sinds 1988 werkte hij als coach bij de sportschool. In 1994 werd hij assistent-coach bij Nadezjda Orenburg. Een jaar later werd hij benoemd tot hoofdcoach. Hij werkte in deze hoedanigheid tot eind 2005, het meest recent samen met Dmitri Sjoevagin.
In maart 2006 werd hij consultant-coach in Dinamo Koersk, en nam al snel de functie van hoofdcoach aan, waarbij hij een contract voor drie jaar tekende. Begin 2007 nam hij echter ontslag na een reeks nederlagen van het team. In de zomer van hetzelfde jaar leidde hij het Russische nationale basketbalteam van studenten, die de zilveren medailles wonnen op de Universiade in Bangkok. Voor het succes met het nationale team werd hij genomineerd voor de Golden Basket- prijs. In de herfst van 2007 werd hij opgenomen in de coaching-staf van de CSKA Moskou en werd assistent van Gundars Vētra. Met die club won hij de Beker van Rusland in 2008 door in de finale met 84-70 te winnen van UMMC Jekaterinenburg. In de zomer van 2008 won hij het Europees kampioenschap met het Russische jeugdteam. In hetzelfde jaar trad hij toe tot Sparta&K Oblast Moskou Vidnoje, waar hij drie jaar assistent-coach was. Met Sparta&K won hij twee keer de EuroLeague Women. In 2009 won hij van Perfumerías Avenida uit Spanje met 85-70. In 2010 won hij van Ros Casares Valencia uit Spanje met 87-80. In 2011 verloor hij de finale om de EuroLeague Women. Ze verloren van Perfumerías Avenida uit Spanje met 59-68.
In de zomer van 2011 keerde hij terug naar Nadezjda als hoofdcoach en werkte later bij de club als assistent-coach. Hij verliet het team in 2018 na het verstrijken van zijn contract. Hij maakte deel uit van de coaching-staf van het Russische damesteam, dat het Europees kampioenschap basketbal vrouwen 2011 won. In 2017 won hij het wereldkampioenschap met een team van meisjes jonger dan 19 jaar, sinds 2019 - het Europees kampioenschap met een team van maximaal 16 jaar oud. In oktober 2019 werd hij benoemd tot hoofdcoach van het Russische damesteam. Van 2022 t/m 2023 was hij hoofdcoach van Nadezjda.

## Privé
Aleksandr is getrouwd met Natalja Kovaljova die ook professioneel basketbal speelde. Ze hebben samen één dochter.

## Erelijst
- Landskampioen Rusland:
  - Tweede: 2008, 2009, 2010, 2011
  - Derde: 2012, 2013, 2017, 2018, 2019
- Beker van Rusland: 1
  - Winnaar: 2008
  - Runner-up: 2009, 2010, 2011, 2012, 2014
- EuroLeague Women: 2
  - Winnaar: 2009, 2010
  - Runner-up: 2011
- FIBA Europe SuperCup Women: 2
  - Winnaar: 2009, 2010
- Europees Kampioenschap:
  - Goud: 2011

## Hoofdcoach
1 Koerilsjoek ·
4 Moesina ·
5 Goldyreva ·
6 Ogun ·
7 Vadejeva ·
8 Fedorenkova ·
10 Sjilova ·
22 Komarova ·
55 Glonti ·
63 Sjtanko ·
97 Sjabanova ·
99 Levtsjenko ·
Coach: Kovaljov
· Assistent-coach: Vasin
· Assistent-coach: Sjoemikjin

## Assistent coach
4 Artesjina ·
5 Beljakova ·
6 Popova ·
7 Koezina ·
8 Danilotsjkina ·
9 Mjasoedova ·
10 Korstin ·
11 Stepanova ·
12 Osipova ·
13 Sapova ·
14 Abrosimova  ·
15 Vidmer ·
Coach: Sokolovski
· Assistent-coach: Vasin
· Assistent-coach: Kovaljov
4 Artesjina ·
5 Beljakova ·
6 Vodopjanova ·
7 Koezina ·
8 Danilotsjkina ·
9 Hammon ·
10 Korstin ·
11 Vieru ·
12 Osipova  ·
13 Petrakova ·
14 Zjedik ·
15 Grisjaeva ·
Coach: Sokolovski
· Assistent-coach: Zvirgzdiņš
· Assistent-coach: Kovaljov